# Nawaf Shukralla
Nawaf Abdullah Ghayyath Shukralla (Manama, Bahrain, 13 d'octubre de 1976) és un àrbitre de futbol de Bahrain. És àrbitre internacional FIFA des de 2008.

## Trajectòria[1]
Shukralla és àrbitre de la lliga bahreniana. Internacional FIFA amb l'AFC des del 2008, ha arbitrat partits de la Lliga de Campions de l'AFC, de la Copa del Món de 2014, de la Copa d'Àsia 2015 i de la Copa del Món 2018.